# Władysław Baranowski (socjalista)
Władysław Baranowski (ur. 13 lutego 1894 w Koninie, zm. 6 września 1942 w Warszawie) – polski polityk socjalistyczny, działacz związkowy i samorządowy, poseł II kadencji w latach 1928–1930, wolnomularz.

## Życiorys
Urodził się w rodzinie chłopskiej Antoniego i Reginy z domu Wojtyłło. Po ukończeniu gimnazjum praktykował jako tokarz, a około 1911 został członkiem Polskiej Partii Socjalistycznej. Następnie, w obawie przed więzieniem, wyjechał do USA, gdzie od 1913 pracował w Komitecie Obrony Narodowej. Po wybuchu I wojny światowej powrócił do Polski i od 1915 służył w Legionach. Po kryzysie przysięgowym został internowany w Szczypiornie i Łomży. 
Po opuszczeniu obozu, w 1918, wstąpił w szeregi Milicji Ludowej PPS w stopniu oficera, zaś następnie służył w Milicji Ludowej, a później walczył w wojnie polsko-bolszewickiej. 
Od 1919 działał w związkach zawodowych, początkowo w Związku Zawodowym Robotników Rolnych RP (w tym jako jego przewodniczący w latach 1920–1921) i w Związku Zawodowym Małorolnych RP (1929–1939) oraz w Związku Pracowników Komunalnych i Użyteczności Publicznej w Polsce (1934–1939). Startował w wyborach do Sejmu w 1922 z listy państwowej PPS, jednak nie uzyskał mandatu poselskiego. Od 1924 działał w Wydziale Wiejskim Centralnego Komitetu Wykonawczego PPS.
W wyborach parlamentarnych w 1928 uzyskał mandat poselski w okręgu wyborczym nr 24 (Łuków) z listy nr 2 (PPS). W czasie sprawowania mandatu uczestniczył w pracach komisji skarbowej. Od 1934 był członkiem Rady Naczelnej PPS. W 1938 został radnym Warszawy jako przedstawiciel PPS. 
Podczas wojny obronnej w 1939 był członkiem Komitetu Obywatelskiego. Był jednym z 12 zakładników wskazanych Niemcom zgodnie z aktem kapitulacji miasta z 28 września „celem zabezpieczenia przed aktami sabotażu”. W czasie okupacji niemieckiej uczestniczył w pracach warszawskiego Okręgowego Komitetu Robotniczego Polskiej Partii Socjalistycznej – Wolność, Równość, Niepodległość. 
Został pochowany na cmentarzu Bródnowskim, a po ekshumacji, w 1946, spoczął na cmentarzu Powązki Wojskowe w Warszawie (kwatera A5-7-4).
W 1929 odznaczony Srebrnym Krzyżem Zasługi, zaś w 1932 Krzyżem Niepodległości.

## Rodzina
Z małżeństwa z Ireną z domu Braulińską Władysław Baranowski miał dwóch synów: Tadeusza (1926–1944) i Jerzego. Tadeusz poległ w powstaniu warszawskim, zaś Jerzy po wojnie wraz z matką wyemigrował do Wielkiej Brytanii. W latach 60. XX wieku pracował w tygodniku „Paris Match”.